# Wolfgang Herborn
Wolfgang Herborn (* 18. Januar 1940 in Essen; † 20. August 2015) war ein deutscher Historiker.

## Leben und Werk
Er studierte geschichtliche Landeskunde, mittlere und neuere Geschichte, historische Geografie und Volkskunde an der Universität Bonn. Von 1975 bis 2005 war er Akademischer Rat am Institut für geschichtliche Landeskunde in Bonn. Ende 1972 stellte er seine Doktorarbeit zum Thema „Die politische Führungsschicht der Stadt Köln im Spätmittelalter“ fertig, die 1977 als Band 100 des Rheinischen Archivs erschien. Seine wissenschaftlichen Interessen waren weit gestreut. Neben seinem Spezialgebiet, der Geschichte der Stadt Köln, widmete er sich vor allem dem Raum Siegburg, Münstereifel und Jülich. Von ihm liegen unzählige Werke in Form von Rezensionen, Aufsätzen und Miszellen, Artikeln in Nachschlagewerken und Monografien vor. Er war Mitglied der Vereinigung für Verfassungsgeschichte.

## Schriften (Auswahl)
- Die politische Führungsschicht der Stadt Köln im Spätmittelalter. Bonn 1977, ISBN 3-7928-0402-6.
- mit Klaus J. Mattheier: Sozialhistorische und sprachgeschichtliche Aspekte eines frühneuzeitlichen Rechnungsbuches der Kölner Kronenburse. In: Rheinisch-Westfälische Zeitschrift für Volkskunde. Band 25, 1978, S. 140–182.
- Geschichte der Erfthochwasser in Münstereifel. Jülich 2002, ISBN 3-932903-22-6.
- Gesammelte Aufsätze zur Jülicher Territorialgeschichte. Dem Autor dargebracht aus Anlass seines 65. Geburtstages von der Joseph-Kuhl-Gesellschaft. Jülich 2005, ISBN 3-932903-29-3.
- Volkstümliche Heiligenverehrung und Wallfahrt im bäuerlichen Milieu um 1930. Der Selfkant und seine nähere Umgebung. Jülich 2008, ISBN 978-3-932903-41-0.
- mit Carl Dietmar: Köln im Spätmittelalter 1288–1512/13 (= Geschichte der Stadt Köln. Band 4). Greven, Köln 2019, ISBN 978-3-7743-0445-1. (posthum erschienen)